# Rojewo (gromada)
Rojewo – dawna gromada, czyli najmniejsza jednostka podziału terytorialnego Polskiej Rzeczypospolitej Ludowej w latach 1954–1972.
Gromady, z gromadzkimi radami narodowymi (GRN) jako organami władzy najniższego stopnia na wsi, funkcjonowały od reformy reorganizującej administrację wiejską przeprowadzonej jesienią 1954 do momentu ich zniesienia z dniem 1 stycznia 1973, tym samym wypierając organizację gminną w latach 1954–1972.
Gromadę Rojewo z siedzibą GRN w Rojewie utworzono – jako jedną z 8759 gromad na obszarze Polski – w powiecie inowrocławskim w woj. bydgoskim, na mocy uchwały nr 24/7 WRN w Bydgoszczy z dnia 5 października 1954. W skład jednostki weszły obszary dotychczasowych gromad Jaszczółtowo, Jezuicka Struga, Liszkowice, Płonkówko, Rojewo, Ściborze i Wybranowo ze zniesionej gminy Rojewo w tymże powiecie. Dla gromady ustalono 25 członków gromadzkiej rady narodowej.
1 stycznia 1958 do gromady Rojewo włączono wsie Liszkowo i Budziaki ze zniesionej gromady Broniewo oraz wsie Dobiesławice, Mierogniewice, Płonkowo, Łukaszewo, Jurancice, Leśnianki i Dąbie ze zniesionej gromady Płonkowo w tymże powiecie.
1 stycznia 1966 z gromady Rojewo wyłączono (retroaktywnie) wsie Liszkowice, Jezuicka Struga i Jurancice, włączając je do gromady Rojewice w tymże powiecie.
1 stycznia 1972 do gromady Rojewo włączono sołectwa Orłowo i Kłopot ze zniesionej gromady Szadłowice w tymże powiecie, po czym gromadę Rojewo połączono z gromadą Rojewice, tworząc z ich obszarów gromadę Rojewo z siedzibą Gromadzkiej Rady Narodowej w Rojewie w tymże powiecie (de facto gromadę Rojewice zniesiono, włączając jej obszar do gromady Rojewo).
Gromada przetrwała do końca 1972 roku, czyli do kolejnej reformy gminnej. 1 stycznia 1973 w powiecie inowrocławskim reaktywowano gminę Rojewo.